# Neolophonotus rolandi
Neolophonotus rolandi là một loài ruồi trong họ Asilidae. Neolophonotus rolandi được Londt miêu tả năm 1985. Loài này phân bố ở vùng nhiệt đới châu Phi.